# Championnat d'Europe des moins de 19 ans féminin de handball 2015
Navigation
Danemark 2013 Slovénie 2017
Le championnat d'Europe des moins de 19 ans féminin de handball 2015 est la 10e édition du tournoi. Il se déroule en Espagne du 23 juillet au 2 août 2015.
Le Danemark redevient l'équipe la plus titrée grâce à sa quatrième victoire acquise en finale face à la Russie, 29 à 26. La Suède complète le podium.

## Résultats

### Tour final
|  | Demi-finales | Demi-finales | Demi-finales | Demi-finales |                               |        | Finale | Finale | Finale | Finale |
|  |              |              |              |              |                               |        |        |        |        |        |
|  | 1er août     | 1er août     | 1er août     | 1er août     |                               |        | 2 août | 2 août | 2 août | 2 août |
|  | Russie       | Russie       | 28           | 28           |                               |        | 2 août | 2 août | 2 août | 2 août |
|  | Russie       | Russie       | 28           | 28           |                               |        | 2 août | 2 août | 2 août | 2 août |
|  | Hongrie      | Hongrie      | 17           | 17           |                               |        | 2 août | 2 août | 2 août | 2 août |
|  | Hongrie      | Hongrie      | 17           | 17           | Russie                        | Russie | 26     | 26     |        |        |
|  | 1er août     |              |              |              | Russie                        | Russie | 26     | 26     |        |        |
|  |              |              | Danemark     | Danemark     | 29                            | 29     |        |        |        |        |
|  | Suède        | Suède        | Danemark     | Danemark     | 29                            | 29     | 27     | 27     |        |        |
|  | Suède        | Suède        |              |              |                               |        |        | 27     |        |        |
|  | Danemark     | Danemark     | 28           | 28           |                               |        |        |        |        |        |
|  | Danemark     | Danemark     | 28           | 28           | Match pour la troisième place |        |        |        |        |        |
|  |              |              |              |              |                               |        |        |        |        |        |
|  | 2 août       |              |              |              |                               |        |        |        |        |        |
|  | Hongrie      | Hongrie      | 24           | 24           |                               |        |        |        |        |        |
|  | Hongrie      | Hongrie      | 24           | 24           |                               |        |        |        |        |        |
|  | Suède        | Suède        | 25           | 25           |                               |        |        |        |        |        |
|  | Suède        | Suède        | 25           | 25           |                               |        |        |        |        |        |

## Le vainqueur
| Champion d'Europe des moins de 19 ans 2015 Danemark 4e victoire |

## Classement final
Le classement final de la compétition est :
| Rang                      | Équipe            |
| ------------------------- | ----------------- |
| Médaille d'or, monde      | Danemark          |
| Médaille d'argent, monde  | Russie            |
| Médaille de bronze, monde | Suède             |
| 4                         | Hongrie           |
| 5                         | Allemagne         |
| 6                         | Norvège           |
| 7                         | Monténégro        |
| 8                         | Espagne           |
| 9                         | France            |
| 10                        | Roumanie          |
| 11                        | Croatie           |
| 12                        | Serbie            |
| 13                        | Biélorussie       |
| 14                        | Portugal          |
| 15                        | Macédoine du Nord |
| 16                        | Lituanie          |

## Statistique et récompenses

### Équipe-type du tournoi
L'équipe-type du tournoi est :
- Meilleure joueuse : Đurđina Jauković,  Monténégro
- Gardienne : Tonje Haug Lerstad,  Norvège
- Ailière gauche : Marianna Egorova,   Russie
- Arrière gauche :  Emily Bölk,   Allemagne
- Demi-centre : Iaroslava Frolova,   Russie
- Arrière droite : Celine Lundbye Kristiansen,  Danemark
- Ailière droite : Maitane Etxeberria,   Espagne
- Pivot : Sara Trier Hald,  Danemark
- Défenseur : Sofia Hvenfelt,   Suède

Meilleure marqueuse
- Đurđina Jauković  Monténégro avec 71 buts

## Effectif des équipes sur le podium

### Champion d'Europe:Danemark
Composition de l'équipe:
- Mie Højlund
- Lærke Nolsøe
- Mai Kragballe Nielsen
- Pauline Bøgelund
- Sofie Flader
- Stine Bindslev Holm
- Sara Hald
- Line Skak
- Suzanne Bækhøj
- Annika Jakobsen
- Celine Lundbye Kristiansen
- Maria Lykkegaard
- Simone Cathrine Petersen
- Julie Pontoppidan
- Althea Reinhardt
- Ida Vium

### Deuxième:Russie
Composition de l'équipe:
- Iaroslava Frolova
- Daria Belikova
- Iulia Golikova
- Elizaveta Malashenko
- Valentina Vernigorova
- Ekaterina Kudryavtseva
- Iulia Markova
- Karina Sisenova
- Tatiana Zakharova
- Kristina Alirzaeva
- Mariana Egorova
- Margarita Kushnyr
- Natalia Nikitina
- Anastasia Riabtceva
- Anastasia Seradskaya
- Darina Shulega

### Troisième:Suède
Composition de l'équipe:
- Sara Olofsson
- Hanna Blomstrand
- Sofia Hvenfelt
- Julia Bardis
- Albana Arifi
- Elinore Johansson
- Thess Krönell
- Olivia Mellegård
- Tilda Olsson
- Emma Rask
- Sofie Börjesson
- Sandra Fiedorowicz
- Evelina Kjällhage
- Emma Lindqvist
- Isabella Mouratidou
- Filippa Sarenbrant